# 美国媒体
美国媒体由几种不同类型的媒体种类构成：电视、广播电台、电影、报纸、杂志和基于互联网的网站；同时美国的音乐产业也非常强大。大部分美国媒体由营利性公司经营，台湾人和台湾媒体非常重视美国媒体的新闻报导，并经常引用与摘錄许多美国媒体报导的画面及表述，美国媒体是台湾重要的主流媒体。现今的美国的传媒集团也是全球媒体产业的重要领导者。
随着《1996年美国电信法》的通过，美国政府进一步对媒体集团放松管制而使得媒体融合出现，并由此导致了大型合并案例的发生。这从而使得媒体所有权进一步集中并导致跨国媒体集团的出现。这些合并使得媒体集团可以更严格地控制信息。目前，美国大约90%的媒体被五家公司所经营。

## 报纸

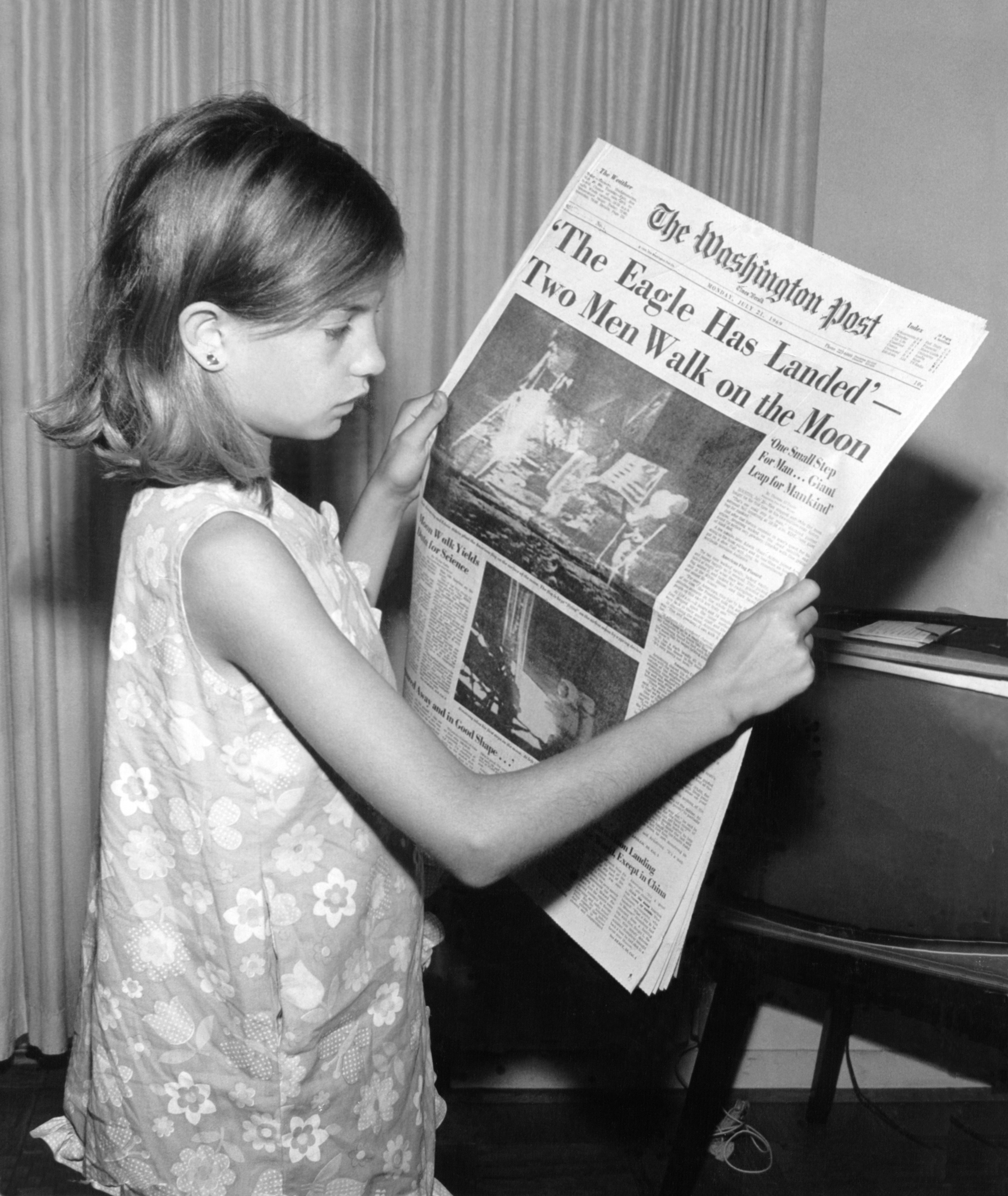
1969年7月21日星期一《华盛顿邮报》的头版头条报道《“雄鹰降落”——两个男人登陆月球》

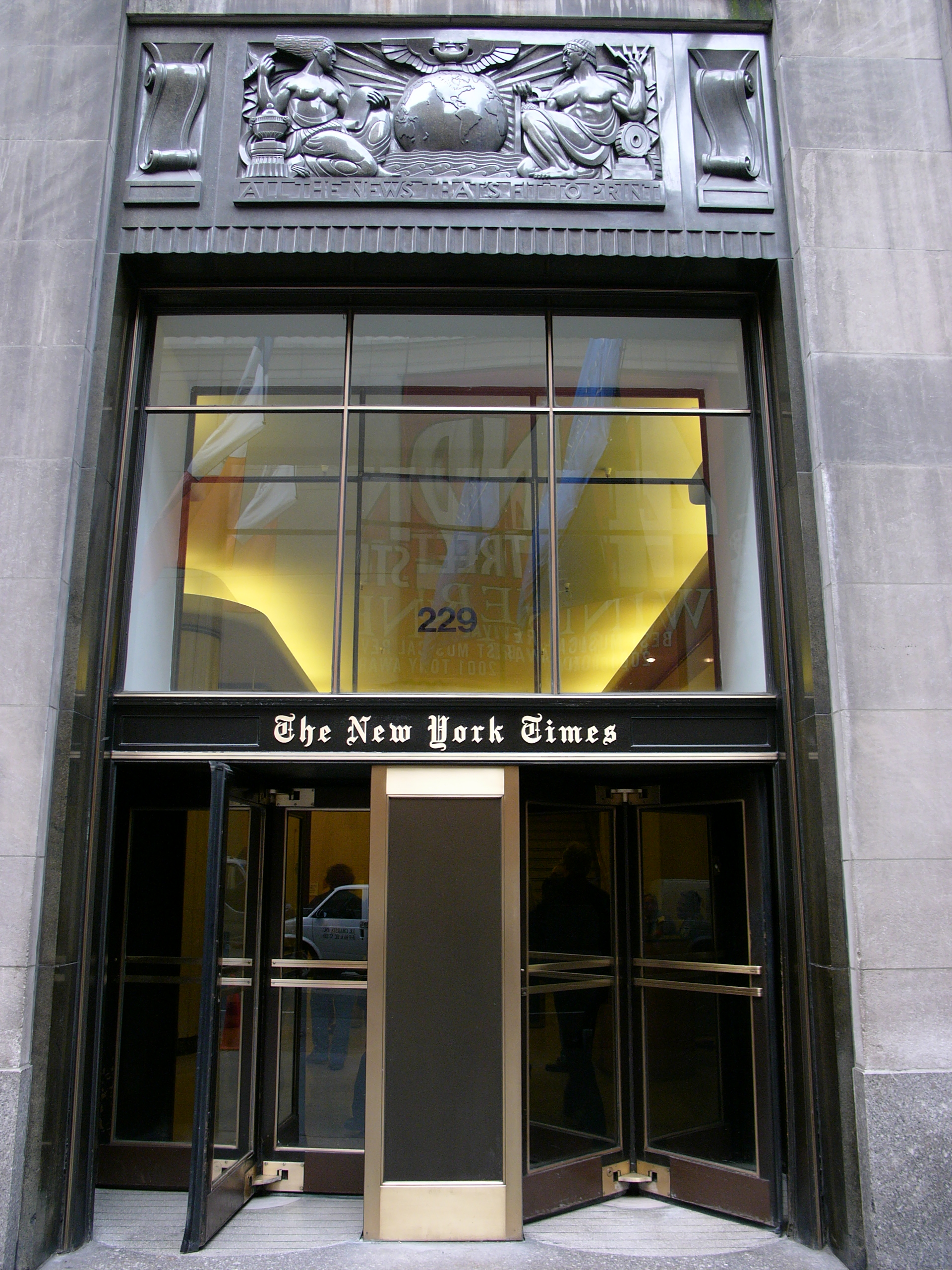
《纽约时报》总部大楼

在20世纪获得大成功之后，美国报纸在近年的影响力和洞察力都在下降。美国没有国家级报社，但《纽约时报》、《华尔街日报》和《今日美国》是全美销量最大的报纸，它们在美国绝大部分城市都有出售。尽管《纽约时报》的主要受众是纽约市人民，但其已经成为占主导地位的全国性“记录性报纸”。除了每日在全美范围内发行之外，“记录性报纸”还意味着全国规模大小的公共图书馆都会订阅并利用微缩胶卷存档该报；并且历史学家和法官都会引用《纽约时报》的文章作为证据，表明在某个时期发生过重大历史事件。《洛杉矶时报》和《华尔街日报》在某种程度上也是记录性报纸。尽管《今日美国》已将自身确立为全国性报纸，但它却被学术界广泛嘲笑为“快餐报”，并且未被大多数图书馆订阅（更不用说存档了）。除了上述报纸外，美国所有主要的大都市区都有自己的本地报纸。通常，一个大都市地区最多能支撑一到两家主要报纸，而许多较小的出版物则是针对特定的受众发行。尽管这些年来出版成本一直在增加，但报纸的价格总体上仍然很低，这迫使报纸更多地依赖广告收入以及主要通讯社的通讯服务，例如需要美联社、路透社、彭博社为这些报纸提供全国或全球的新闻报道内容。
除少数报纸外，美国的绝大部分报纸都是私人所有。它们被大型报业连锁公司所掌控，例如甘尼特报业集团和麦克拉奇公司等，这些报业集团拥有数十份乃至成百份报纸。不过也有那种只拥有少量报纸的小型报业连锁公司；同时也有极少数报纸属于个人或家庭企业所有，但这样的案例已经越来越少。大多数通用型报纸要么每周出版一次，多为周四或周五；要么每天都出版。周报的发行量往往比日报要小很多，多集中在农村或小城镇。而在一些大城市，通常会有一些“非主流周刊”来补充主流日报，例如：纽约市的《乡村之声》和洛杉矶市的《洛城周刊》，这两家是其中最为著名的。同时大城市的市民还会支持本地的城市商业杂志，这些杂志多刊载与本地贸易相关的文章，以及针对当地社群和团体的报道。
根据美国报纸行业期刊《编辑与出版商》（Editor＆Publisher）的报道，可能是由于来自其他媒体的竞争，在过去的半个世纪里，美国的日报数量有所下降。特别是自1970年以来，晚报的数量下降了一半；但是早报和周日报的数量却有所增加。在1950年，全美约有1,772份日报，其中晚报约有1,450分，占比70%；但是到了2000年，全美就只有1,480份日报，而晚报则下降到766份，占比也下滑到50%。目前，美国的日报发行量也在缓慢下降，部分原因是城市里实力较弱的报纸几乎倒闭，而那些拥有两份日报的城市也日趋减少。
| 年代     | 发行量   |
| -------- | -------- |
| 1960年代 | 5880万份 |
| 1970年代 | 6210万份 |
| 1980年代 | 6220万份 |
| 1990年代 | 6230万份 |
| 2000年代 | 5580万份 |

美国报纸的收入主要来源是广告，包含分类广告及随刊广告邮件；而并非发行收入。但是自1990年代后期以来，报纸广告开始受到易贝、怪兽人力网、克雷格列表等网站的挑战。此外，自2000年代以来，各大主要日报上的调查报道开始减少，许多记者开始组建自己所有的非营利性调查报道编辑室。这些案例有全国级的《为了人民》、州级的《德州论坛报》和地方级的《橘郡之声》等。按照发行量统计的话，目前全美的四大报分别是《今日美国》、《华尔街日报》、《纽约时报》和《洛杉矶时报》。
2019年8月，新媒体投资集团宣布同意收购甘尼特报业集团，同时新公司将以甘尼特报业集团而不是门房传媒的名字在甘尼特总部运营，但是新任CEO将由新媒体投资的人出任。新媒体投资集团最终于2019年11月19日完成对甘尼特报业集团的收购，新公司成为全美最大的报业出版发行集团。合并完成之后，所有门房传媒网站的网址全部跳转到甘尼特官方网站。
《舆论报》的网站是全美阅读量最大的报纸网站，每月约有600万读者。同时，《舆论报》也是全美发行量最大的西班牙语报纸，并在洛杉矶地区的报纸总发行量上仅次于《洛杉矶时报》。

## 杂志

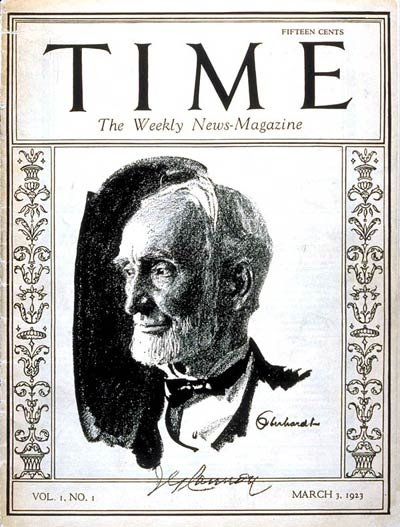
《时代周刊》创刊号封面
（1923年5月3日出版）
封面人物为时任美国众议长约瑟夫·葛尼·坎农

由于英语读者在北美媒体市场拥有极大的规模数，因此美国拥有庞大的杂志出版业。数百种杂志几乎能满足读者的所有需求，这样的规模可以通过美国各大城市的报刊摊来观察到。多数杂志由某个大型传媒集团或小型地区媒体公司所有。由美国杂志编辑协会每年主办的美国国家杂志奖旨在表彰那些表现卓越的美国杂志。
美国三大周刊类新闻杂志为：《时代周刊》、《新闻周刊》和《美国新闻与世界报道》。《时代周刊》与《新闻周刊》的政治立场为中间偏左；而《美国新闻与世界报道》则为中间偏右。《时代周刊》因每年提名“年度风云人物”而享誉国际，《美国新闻与世界报道》则会在每年发布全球大学排名。美国还有十几种政治杂志，这其中包括《大西洋》和《纽约客》。而在娱乐杂志方面，《综艺》、《好莱坞报道》和《洛城唱片》都非常受欢迎。最后，除了《名利场》、《魅力》、《时尚》、《汽车》、《滚石》等数百本服务于美国人民不同兴趣和爱好的专业杂志之外，还有数十种由各大专业机构、组织或协会出版发行并服务于其会员的杂志，例如：《ACM通讯》（针对计算机科学专业人员）、《美国律师联合会期刊》（针对律师）等。位于迈阿密的《两个世界》是美国一本双语（英语 / 西班牙语）生活方式及娱乐类季刊。
进入21世纪之后，虽然这不是美国杂志的协同出走，但是美国杂志的出版方式的确从平面印刷优先转为数字出版优先。

## 电台

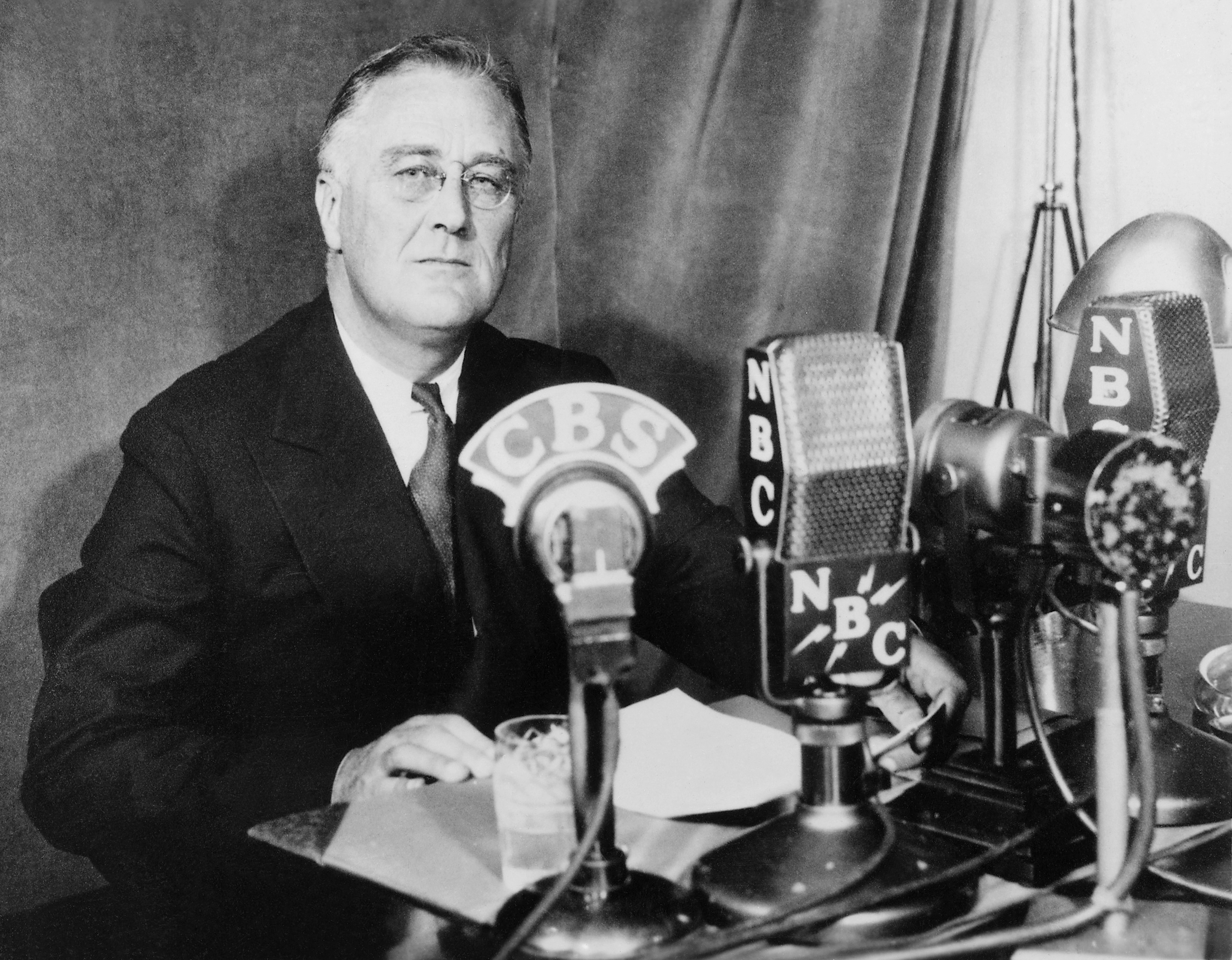
富兰克林·罗斯福有关政府和资本主义的炉边谈话
（摄于1934年9月30日）

美国电台主要是在调幅和调频两个频带内广播。目前的主流的美国电台里，一些是谈话电台，它们同时兼具访问和讨论的性质；而另一些则是音乐电台，它们各自播送某一类型的音乐，例如：40强音乐、嘻哈音乐、乡村音乐等。近年来，电台公司之间的合并趋势日益明显。全国公共广播电台是美国主要的公共广播电台；但美国大部分电台都是商业广播，且都是营利性质。谈话电台作为一种政治媒体在1990年代非常盛行，这是由于联邦通讯委员会在1987年废除了“公平原则”，这意味着广播电台不需要通过制作播出多种观点的节目来“平衡”整个电台的立场。
1970年，联邦通讯委员会将个人或法人能够拥有的广播电台数限制为：本地调频广播和调幅广播台站各1家；全国调频广播电台和调幅广播台站各7家。但是由于《1996年美国电信法》而导致的媒体所有权集中化的趋势，使得单个广播公司可以在某个区域市场内拥有最多8家电台台站。现在，美国的大多数电台台站都隶属于大型主要广播公司，例如：iHeartMedia（原清晰频道通信公司）、积云传媒、城镇广场传媒、企通传播。
卫星电台是美国现代一种越来越流行的广播电台形式。全美订阅用户数最大的两家卫星电台服务商分别是天狼星卫星电台和XM卫星电台，而它们最近合并成了天狼星XM公司。与地面广播电台不同的是，卫星电台中的音乐频道是免费的，而其他类型的频道中的商业广告数量也相对很少；同时，卫星电台是完全不受联邦通讯委员会监管的。
随着21世纪互联网的普及，网络电台和数字流媒体服务也开始出现，Pandora电台、Spotify和iHeartMedia是其中的佼佼者。但是，美国唱片业将网络电台视为极大的威胁，试图通过征收唱片音乐的高额使用费来阻止独立网络电台播放其歌曲。数字音频广播的目标是取代调频广播而成为美国未来的主流广播电台形式，但这遭到了一些行业专家对其传输方法的质疑。但是对于那些企图扩大覆盖范围的本地电台及希望与调频广播电台保持同步播出的网络电台受益。
尼尔森音频，原名“阿比创（Arbitron）”，是一家消费者服务公司。它为全美的地方电台和全国电台提供类似尼尔森收视率的收听率调查研究服务。

## 电视

美国五大主流电视网的标志

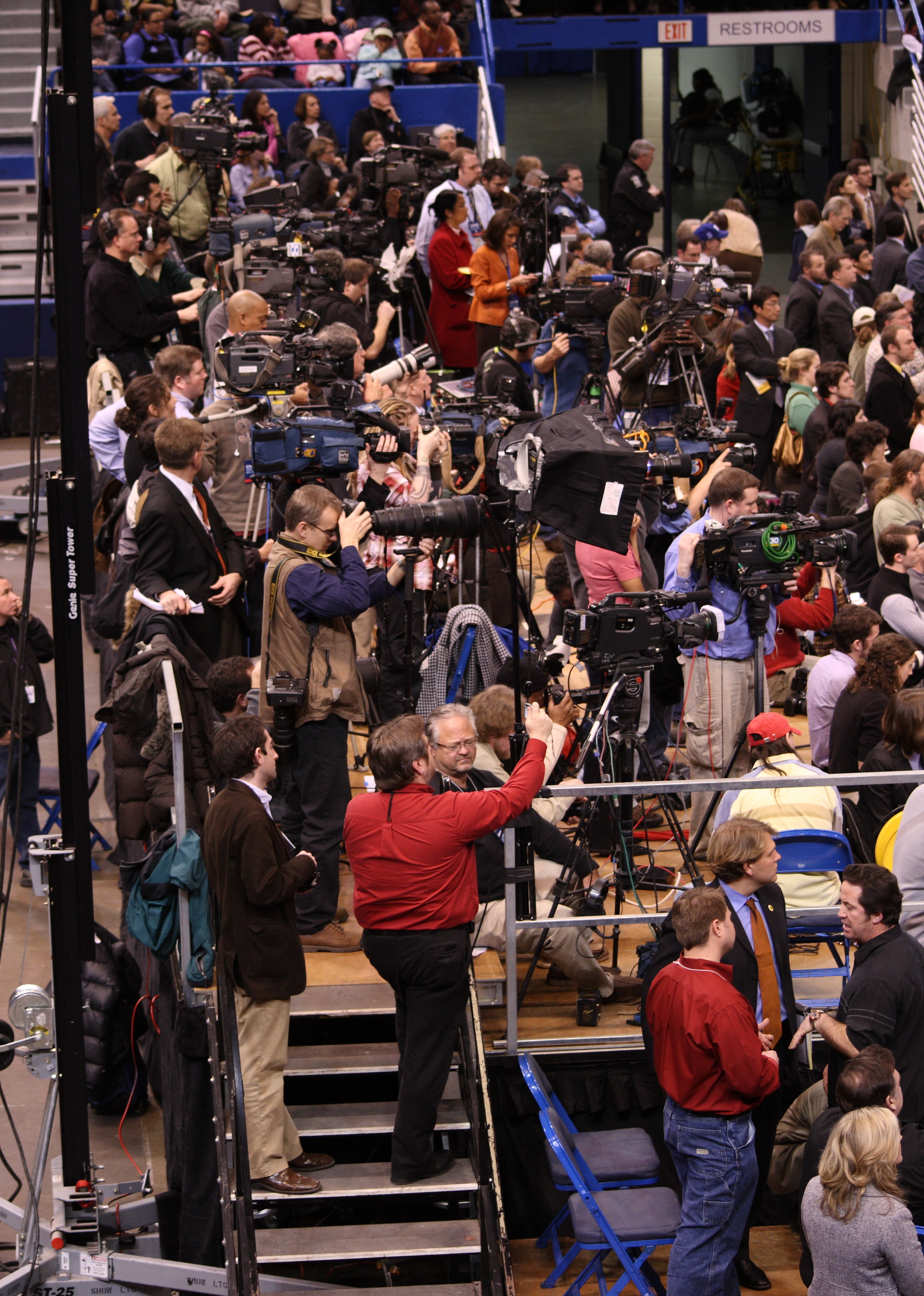
巴拉克·奥巴马集会上的新闻摄影师和电影摄制组
（摄于2008年2月4日）

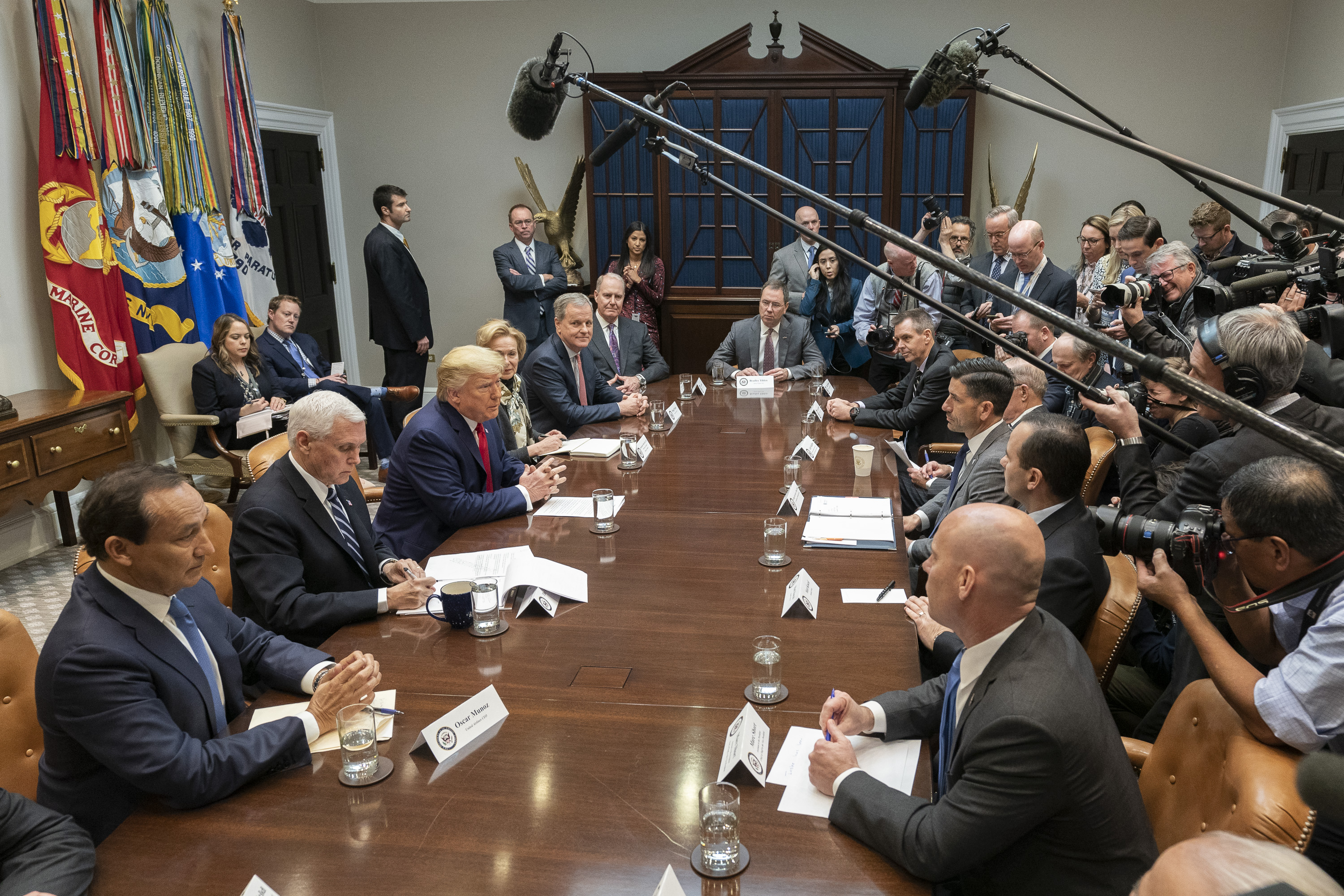
美国媒体采访画面（鉴于美国2020年冠状病毒疫情，美国总统特朗普于2020年3月4日与美国各航空公司CEO会面，讨论新冠病毒对美国旅游业的冲击。）

99%的美国家庭至少拥有1台电视机，且大部分的家庭拥有1台以上的电视机。目前美国的五家主要广播公司分别是：CNN、美国广播公司（ABC电视网）、全国广播公司（NBC电视网）、CBS公司（CBS电视网）和福斯广播公司（FOX电视网）。2019年8月13日，CBS公司与维亚康姆集团正式宣布了合并的意愿，合并后的公司名为维亚康姆CBS公司。新成立的维亚康姆CBS公司拥有CW电视网50%的权益（剩下的通过华纳兄弟持股归AT&T所有）。
美国还有几家西班牙语地面电视网和有线电视频道，这也是美国最主要的非英语电视服务。西班牙语地面电视网不像英语电视网覆盖范围那么广，主要集中在拉丁裔美国人和西班牙裔美国人社区。部分西班牙语地面电视网还会作为非主流的信号源通过有线电视、卫星电视和IPTV直接或点播的形式覆盖地方，这甚至不需要在当地建立自有自营或加盟电视台站。美国的西班牙语电视网包括1986年推出的环球电视网，其前身是西班牙国际电视网（Spanish International Network）；以及它的主要竞争对手世界电视网，这是一家成立于1986年并于2001年成为NBC电视网的姊妹电视网；此外，2009年成立的星电视则是另一家西班牙语电视网。
美国的公共电视台所发挥的作用远不及其他国家或地区，但是包括西弗吉尼亚州、马里兰州、肯塔基州和南卡罗来纳州在内的美国许多州都有国营的公共广播机构，这些机构负责运营和资助那些代表本州的公共电视台。不过从政府获得的补贴也不足以维持电视台运营，因此这些公共电视台还依赖公司赞助和观众捐款。
DirecTV和Dish Network是美国主要的卫星电视服务提供商，截至2014年2月，其在全美分别拥有2000万和1400万订户。同时，全美主要有线电视服务提供商包括：拥有2200万订户的康卡斯特；拥有1100万订户的时代华纳有线；以及考克斯有线、特许有线、AT&T U-verse和威讯Fios，它们各自拥有500万到600万订户。

## 电影

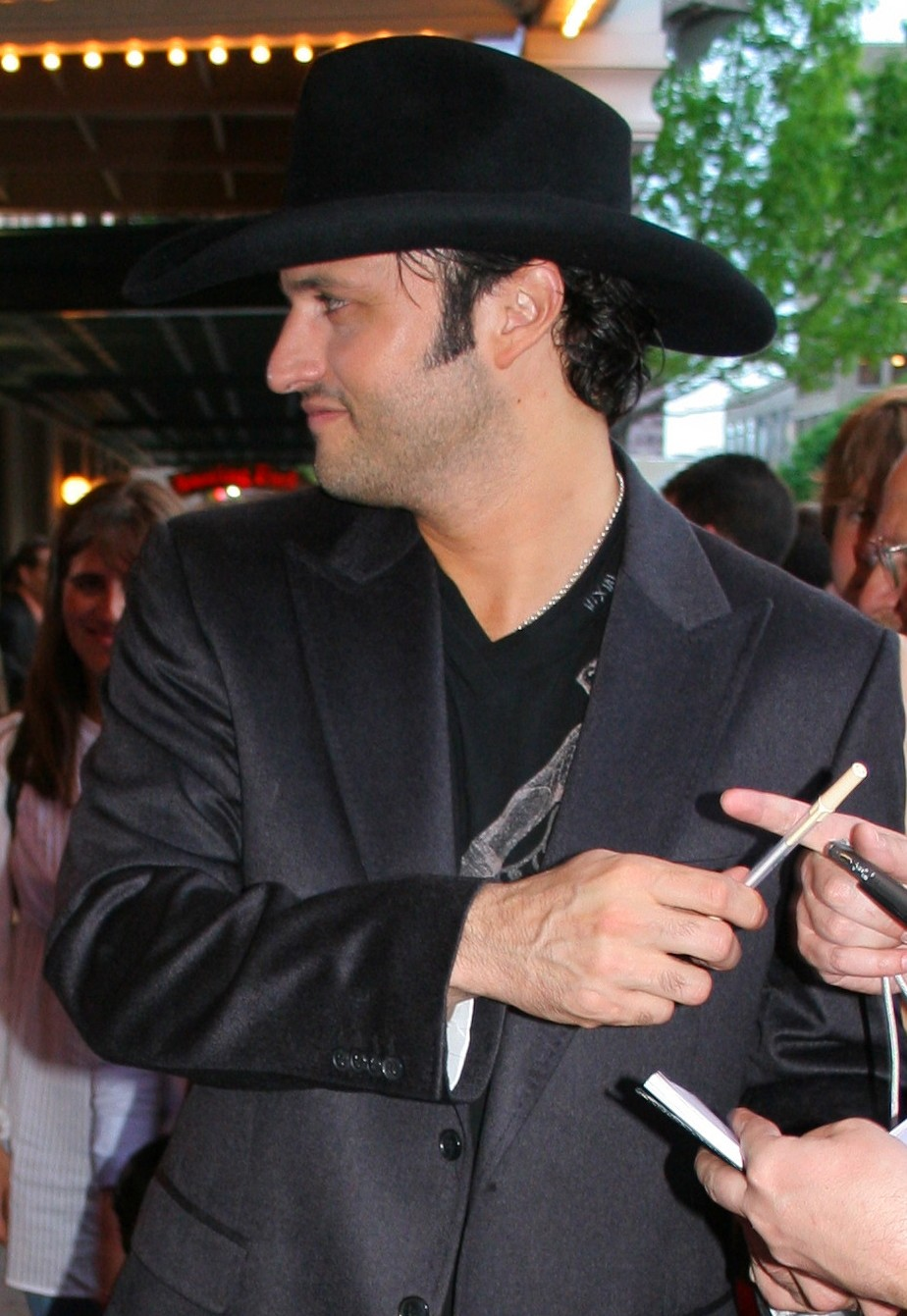
罗伯特·罗德里格兹在1992年执导的动作片《杀手悲歌》的初期预算为7000美元（不含后期制作成本），上映后却在全美拿下200万美元的票房，获得了商业上的极大成功。基于技术进步，他开创了自己的有线电视频道国王电视网。

在20世纪，电影业发展成为美国最成功，最强大的产业之一。与其他知识产权产业一样，由于全球化的影响并随着制造业和农业的重要性下降，其对美国经济的相对重要性也有所提高。

### 家庭视频市场的兴起
美国电影在1980年代到1990年代又有了重大的发展。随着制片公司家庭视频市场的完全接受，使得其有可能开拓广阔的全新业务。类似《艳舞女郎》、《鼠谭秘奇》、《肖申克的救赎》这样的电影可能在院线上表现不佳，但现在却已经在家庭视频市场上取得了极大的成功。同时它也见证了美国第一代能接触到录像带的电影人诞生，这其中就包括昆汀·塔伦蒂诺、保罗·托马斯·安德森等。昆汀、保罗等导演在拍摄他们的电影处女作之前就接触了成千上万部电影，而他们执导的电影也大量参考了前人之作或与之有密切联系。
昆汀与导演罗伯特·罗德里格兹有过许多合作，罗伯特在1992年所执导的动作片《杀手悲歌》获得了商业上的极大成功，这部电影不含后期制作的制作成本仅7000美元，但上映后的最终票房却高达200万美元。2011年，《杀手悲歌》以包含“文化、历史或美学意义”而入选美国国会图书馆，成为国家影片登记表的一部分。这部电影更以“总票房百万美元以上且制作成本最低的电影”而获得吉尼斯世界纪录。这一切之所以成为可能，是因为独立电影的爆炸式发展和电影制作成本的不断下降。这再次改变了美国电影制作的格局，并引领了好莱坞中下层电影制作的复兴——通常这些人无法获得电影公司的财政支持。
随着21世纪的到来，DVD市场规模变得庞大起来，这对制片公司来说意味着将更加有利可图且获利速度更快。于是为了推高DVD的销量，电影制片公司开始在DVD包装中增加额外场景、发行未剪辑版或加长版，以及添加大量评论音轨等。蓝光光碟在随后的出现可能会导致DVD销量有所下降，但是2019年的DVD销量依旧超过蓝光碟这一事实证明DVD总销量下滑的罪魁祸首并非蓝光光碟的出现。相反，经济大衰退以及视频点播、数字拷贝、流媒体服务的出现和受欢迎才共同导致DVD销量在过去13年内下滑了86%以上。
现在，随着平板电脑的普及，我们经常可以在假期拜访祖母的车上或海滩上、机场休息室里看到越来越多利用便携设备观看电影的人。这是自家庭录像带推出以来，电影观众规模的最大一次扩展。

## 互联网

YouTube是2019年度访客数最多的网站。

互联网的出现为报纸及其他媒体提供了一种新的新闻传播及保持存档公开的方式。美国互联网的收入主要来自广告和订阅收入。除了谷歌和雅虎等搜索引擎及门户网站外，YouTube、维基百科、脸书、推特、亚马逊、互联网电影数据库、红迪、缤趣、易贝、猫途鹰、Indeed、网医、按图索途、梅里亚姆-韦伯斯特、Etsy等也是美国人民热衷访问的网站。

### 在线流媒体
如今，在线流媒体服务可以让观众在任何设备上观看实时的新闻及体育节目，亦或者是经典电影和受欢迎的现代电视剧。随着在线流媒体服务的流行，越来越多的有线电视服务提供商不得不提供更多的服务报价来竞争这个价值6,550亿美元的市场。
2006年，Amazon Prime Video和噼啪等OTT互联网视频点播服务平台正式上线。紧接着在2007年，Netflix和Hulu也上线提供服务。CBS全通道与Tubi前后在2014年上线；而YouTube Red也在2015年推出。Disney+与Apple TV+在2019年开播，HBO Max和孔雀计划于2020年上线。
虚拟MVPD服务是OTT实时视频流媒体服务，它可以捆绑有线电视网络或电视机提供随时随地的镜像服务，但其价格低于任何一家传统电视服务提供商的电视套餐价格。

### 脚注
1. ↑  Howard Zinn; 许先春, 蒲国良, 张爱平, 译. . 上海人民出版社. 2000  [2020-04-29]. ISBN 9787208035270.
2. ↑  Ashley Lutz. . 商业内幕.   [2020-04-29]. （原始内容存档于2020-09-11）.
3. ↑  Frances Goldin; Debby Smith; Michael Smith. . Harper Collins. 2014-01-21  [2020-04-29]. ISBN 9780062305589. （原始内容存档于2019-08-27）. Twenty years ago, thirty corporations controlled 90 percent of the media. Today, it is a grand total of six mega-corporations – Rupert Murdoch's News Corporation, Disney, Viacom, Time Warner, CBS and Comcast. Besides accumulating their own profits, the media are daily trumpets for the rest of the corporate world's advertising.
4. ↑  Debra Clarke, Frédéric Dubois, Mark Cooper, Nick Dyer-Witheford, Danielle Fairbairn, Robert Horwitz, Robert Jensen, Dorothy Kidd, Francisco McGee, Jeanette McVicker, Chris Paterson, Ben Scott, Michel Senecal, Leslie Regan Shade. David Skinner, James Robert Compton, Michael Gasher, Mike Gasher, Associate Professor Department of Communications Michael Gasher , 编. . Lexington Books. 2005  [2020-04-29]. ISBN 9780739113066. （原始内容存档于2020-07-29）.
5. ↑  Robert W. McChesney. . 新出版社（英语：The New Press）.   [2020-04-29]. （原始内容存档于2021-03-18）.
6. ↑  . 无国界记者.   [2020-04-29]. （原始内容存档于2017-02-01）.
7. ↑  Tess Stynes. . 华尔街日报.   [2020-04-29]. （原始内容存档于2020-09-11）.
8. ↑  . 经济学人.   [2020-04-29]. （原始内容存档于2018-03-16）.
9. ↑  Oliver Darcy. . CNN. CNN Business.   [2020-04-30]. （原始内容存档于2020-09-11）.
10. ↑  . 美国商业资讯.   [2020-04-30]. （原始内容存档于2020-09-11）.
11. ↑  Marc Tracy. . 纽约时报.   [2020-04-30]. （原始内容存档于2021-04-28）.
12. ↑  Georg Szalai; Paul Bond; Etan Vlessing. . 好莱坞报道.   [2020-05-01]. （原始内容存档于2019-08-14）.
13. ↑  Charles Gasparino; Lydia Moynihan. . 福斯财经网.   [2020-05-01]. （原始内容存档于2021-03-11）.
14. ↑  . CBS新闻.   [2020-05-01]. （原始内容存档于2019-12-05）.
15. ↑  Rick Jervis. . 今日美国.   [2020-05-01]. （原始内容存档于2020-12-04）.
16. ↑  Craig Hunter. . The Hollywood News.   [2020-05-01]. （原始内容存档于2020-11-17）.
17. ↑  Kym Anderson. . 皇家学会哲学汇刊B辑（英语：Philosophical Transactions of the Royal Society B） (皇家学会). 2010-09-27, 365 (1554): 3007–3021  [2020-05-01]. ISSN 0962-8436. PMC 2935114 . PMID 20713399. doi:10.1098/rstb.2010.0131. （原始内容存档于2020-08-03）.
18. ↑  Kevin Lynch. . 吉尼斯世界纪录.   [2020-05-01]. （原始内容存档于2020-12-25）.
19. ↑  Sang-hee Bae. . Language and Linguistics. 2018-08, (80): 63-97  [2020-05-05]. doi:10.20865/20188003. （原始内容存档于2022-03-03）.